# FC Seso Câmpia Turzii
FC Seso Câmpia Turzii byl rumunský fotbalový klub sídlící ve městě Câmpia Turzii. Byl založen v roce 1921, zanikl v roce 2013.

## Úspěchy
- Liga II ( 1x )
  - 1951
- Liga III ( 5x )
  - 1937/38, 1971/72, 1977/78, 1981/82, 2000/01

## Nejlepší hráči
- Călin Cristian Moldovan
- Cosmin Marin Văsîe
- Adrian Gheorghe Anca
- Radu Mircea Neguț
- Zoltan Ivansuc
- Cătălin Valentin Bucur
- Eduard Scarlat
- Gabriel Rotaru
- Alexandru Mari
- Raul Oliver Unchiaş
- Dan Marian Matei